# 安永玉
安永玉（1937年10月—），北京人，中华人民共和国政治人物、外交官。
1991年8月至1993年10月，任外交部非洲司副司长。1993年11月至1996年8月，任中华人民共和国驻纳米比亚大使。离任后接替陈平初，担任中华人民共和国驻肯尼亚大使。2000年，由杜起文接任。